# Essam el-Hadari
Essam el-Hadary (arabe : عصام الدين كمال توفيق الحضري), né le 15 janvier 1973 à Damiette, est un footballeur international égyptien évoluant comme gardien de but.
Essam El Hadary fait partie des meilleurs gardiens de l'histoire du football égyptien et africain. El-Hadari évolue à Al Ahly de 1995 à 2008, avant un départ controversé pour le FC Sion en février 2008 à 35 ans. De retour au pays en 2009, il garde les cages d'Ismaily, de Zamalek, Al Merreikh en Soudan, Wadi Degla et de l'Ittihad d'Alexandrie. En 2017, il s'engage avec le club d'Arabie saoudite, Al-Taawoun.
Durant sa carrière, El-Hadari remporte 37 titres. Avec sa sélection, il rafle trois Coupes d'Afrique des nations de la CAF entre 2006 et 2010, étant désigné à chaque fois meilleur gardien de la compétition. Il participe également aux deux Coupes des confédérations de la FIFA pour lesquelles les Pharaons se sont qualifiés, soit Mexique 1999 et Afrique du Sud 2009. Il remporte les Jeux africains et les Jeux arabes.
En club, le portier étoffe d'abord son palmarès en rejoignant Al Ahly. Il décroche huit championnats, quatre Coupes et quatre Supercoupes d'Égypte, mais aussi quatre Ligues des champions de la CAF et trois Supercoupes d'Afrique, sans oublier deux Supercoupes arabes. Avec le club cairote, il dispute deux Coupes du monde des clubs de la FIFA, terminant troisième en 2006. El Hadari a tenté sa chance en Europe avec le FC Sion, où il a décroché la Coupe de Suisse. Avec le club soudanais d'Al Merreikh, il a remporté le championnat et la Coupe.
En 2017, il est le joueur le plus âgé à participer à une Coupe d'Afrique des nations. En juin 2018, à 45 ans, il devient le plus vieux joueur à participer à une phase finale de Coupe du monde.

## Biographie

### Enfance et formation à Damiette
Originaire de la région côtière de Damiette, au nord du Caire, rurale et isolée, Essam El-Hadari évolue dès son enfance comme gardien de but dans les rencontres jouées à 5 contre 5 ou 7 contre 7. Mais son père est contre le voir devenir footballeur. Sa mère lui permet de continuer, en le cachant à son père. Il se rend à l’entraînement en dissimulant sa tenue dans son pantalon. Malgré la désapprobation de son père, le jeune El-Hadari s’illustre dans des petits clubs de quartier, où il n’évolue jamais sur des grands terrains, inexistants dans sa région.
En 2018, il déclare « J’avais trois buts dans la vie, que je voulais atteindre dans un ordre bien précis : être un gardien de but pro, être le gardien d’Al Ahly, et être le gardien de l’Égypte ».
En 1991, à dix-huit ans, Essam intègre l’effectif de Damiette, le club professionnel du coin. Ses débuts sont compliqués, ayant peu de moyens : « Il y faisait parfois très froid, mais je m’entraînais à mains nues, car je n’avais pas d’argent pour acheter des gants. (..) Je me suis débrouillé pour avoir un gant, que je n’utilisais qu’en match pour ne pas l’abîmer. C’était la fête car j’avais une main protégée ».
À 19 ans, Essam El-Hadari devient professionnel et débute en première division égyptienne. Il se souvient : « en 1993, en Égypte, il était très rare de faire jouer des jeunes. On me considérait comme un gamin. Pour percer, il fallait avoir du charisme. Je me suis construit une image, une personnalité, un caractère.
Je me battais comme un fou, sur tous les ballons ».

### Consécration avec Al Ahly (1995-2008)
À 23 ans, El-Hadari réalise son rêve en s’engageant avec le plus grand club du pays : Al Ahly SC.
Sa carrière décolle en 1996 lors d’un match contre Port-Fouad. Il repousse tous les assauts adverses sans exception et son équipe l'emporte 1-0. Dans les tribunes, il y a tout le staff de l’équipe nationale d'Égypte. Quatre jours plus tard, il est sélectionné pour la première fois.
Après un derby Al Ahly–Zamalek en 1998-1999 gagné 2-0, Essam El-Hadari monte sur sa barre transversale et commence à danser. En 2018, il en dit « c’est devenu une routine. Aujourd’hui, je le fais à la demande des supporters. C’est ma manière de communier avec eux ».
Avec Al-Ahly, il inscrit un but des 70 mètres contre les Kaiser Chiefs lors de la Supercoupe d'Afrique 2002,.
À Al Ahly, il marque l’histoire du football et du sport égyptiens, en remportant sept titres de champion d’Égypte et trois Ligues des champions d’Afrique en treize ans (1995-2008).

### Départ sanctionné à Sion et retour perturbé au pays (2008-2013)
En février 2008, à peine auréolé de son troisième titre de champion d’Afrique à 35 ans, il quitte soudainement l’Égypte pour rejoindre le FC Sion (Suisse), ceci sans l’autorisation de son club de cœur, qui saisit la FIFA. L'Al Ahly SC sollicite la FIFA à la suite de la décision d’El Hadary de mettre un terme à son contrat.
Peu de temps après, il reconnaît avoir eu tort de partir sans donner de ses nouvelles et décide de revenir au club d'Al Ahly SC. Après une décision de la FIFA, le portier égyptien retrouve finalement le club du FC Sion[réf. nécessaire].
Durant la saison 2008-2009, le FC Sion et Essam El-Hadari connaissent plutôt une mauvaise saison en championnat mais ce n'est pas le cas en Coupe de Suisse. En effet ils réussissent à arriver en finale face au BSC Young Boys au Stade de Suisse à Berne. Menée 2 à 0, l'équipe valaisane marque 3 buts dont le dernier à la 88e minute et gagne sa 11e Coupe de Suisse en 11 finales disputées. El-Hadari déclare sur cette finale de coupe : Je suis très heureux d'avoir remporté ce trophée, dont la valeur est inestimable pour le Valais. Pour la première fois depuis que je joue avec Sion, je me suis senti dans un vrai match de foot européen ! L'ambiance était comparable à celle des stades égyptiens.
Fin mai 2009, la FIFA suspend El-Hadari quatre mois à la suite de l'affaire de son départ pour Sion. Le club et le joueur font appel devant le Tribunal arbitral du sport (TAS). Les deux entités demandent à bénéficier de l'effet suspensif des sanctions sportives. Le TAS accepte comme c'est le cas dans ce type d'affaires et conformément à sa propre jurisprudence.
À l'été 2009, le gardien revient en Égypte, au Ismaily SC, contre 600 000 euros, 
En juin 2010, le TAS refuse l'appel de sa suspension dans l'affaire « El Hadary ». Le club de Sion et le gardien déposent un recours auprès du Tribunal fédéral suisse. El-Hadari s'engage avec le Zamalek SC durant l'été 2010 mais quitte le club en décembre, ne jouant qu'un tiers des matchs. La révolution égyptienne de 2011 éclate. Le gardien, comme la plupart des joueurs majeurs, s’expatrie pour aller jouer au Soudan, au Al Merreikh Omdurman.
En janvier 2011, le recours déposé auprès du Tribunal fédéral suisse est aussi rejeté. Le joueur est donc interdit de participer à un match officiel de football pendant quatre mois,. Avec Al Merreikh Omdurman, il marque trois buts, tous sur penalty.
Lors de la seconde partie de la saison 2011-2012, il revient au pays et est prêté au Ittihad Alexandrie. Mais l'Égypte connaît un nouveau drame lors de l'émeute du stade de Port-Saïd (72 spectateurs décédés). Les saisons 2011-2012 et 2012-2013 du championnat égyptien sont annulées. Le prêt d'El-Hadari ne dure que quatre mois et il retourne à Al Merreikh.

### Longévité record (depuis 2014)
Au terme de son contrat en décembre 2013, Essam revient jouer dans son pays et s'engage avec le Wadi Degla pour la seconde partie de la saison 2013-2014. L'entraîneur lui promet de le ramener à son niveau et lui fait perdre huit kilos le premier mois. Pour l'exercice suivant, il revient à l'Ismaily SC où il dispute toutes les rencontres de championnat 2014-2015. Au terme de l'exercice, il retourne au Wadi Degla.
À l'été 2017, El-Hadari part en Arabie saoudite et s'engage avec l'Al-Taawoun. Capitaine de l'équipe, il marque sur penalty dans les arrêts de jeu contre Al Ettifaq en championnat (4-0). Il s'agit du cinquième but de sa carrière (un en Supercoupe de la CAF 2002 et trois sur penalty avec Al Merreikh) et le premier but d'un gardien dans la ligue saoudienne depuis la saison 2010-2011.

### Fin de carrière (2020)
Essam el-Hadari annonce sa retraite.

### En équipe nationale (1996-2018)

#### Débuts comme doublure (1996-2006)
El-Hadari est sélectionné en sélection nationale égyptienne à partir de 1996. el-Hadari n’a alors ni passeport ni carte d’identité pour son premier voyage avec les Pharaons. Il faut l’intervention du staff auprès des autorités pour lui permettre de s’installer dans les buts.
Son histoire sous le maillot égyptien commence sur le banc, bloqué par le titulaire Nader El-Sayed.

#### Titulaire indiscutable puis écarté (2006-2016)

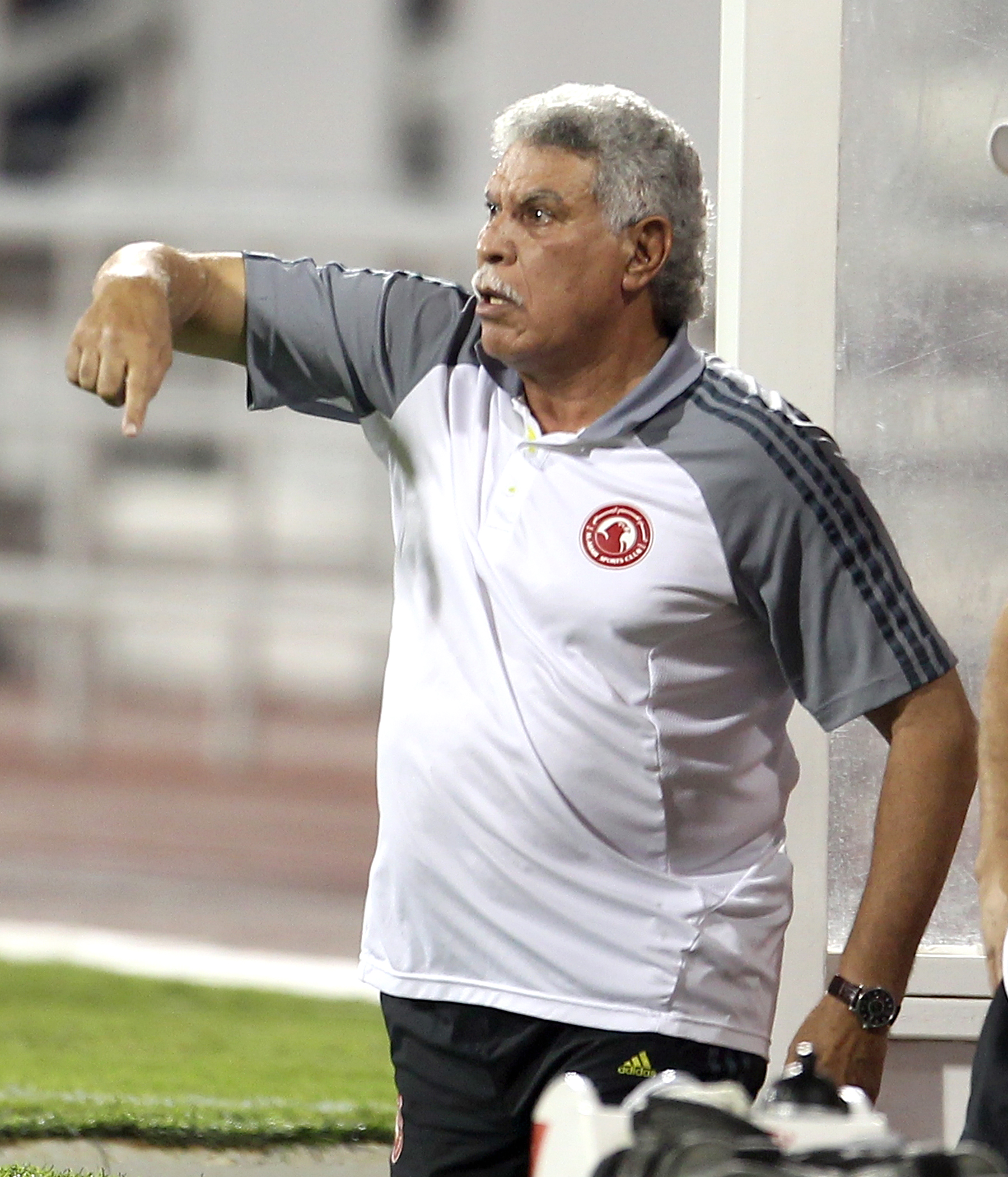
El-Hadari est le gardien titulaire sous le mandant d'Hassan Shehata (2005-2011).

Il faut attendre 2006 pour qu'El-Hadari ne gagne une place de titulaire lors de la Coupe d'Afrique des nations organisée à domicile. Le gardien stoppe trois tirs au but en finale face à la Côte d’Ivoire (0-0 tab 4-2). Essam remporte son deuxième titre continental, le premier en tant que titulaire. Il permet à l’Égypte de remporter la cinquième CAN de son histoire.
Lors de la CAN 2008 au Ghana, l’Égypte réalise le parcours parfait. Après une victoire contre le Cameroun (4:2), favori de la compétition, elle domine le Soudan (3:0) et fini première de son groupe à la suite d'un nul face à la Zambie (1:1). En quart de finale, elle dispose de l'Angola (2:1), avant de donner une leçon à un autre favori, la Côte d'Ivoire (4:1). Les Pharaons retrouvent le Cameroun en finale (1-0). Essam El Hadary  est élu meilleur gardien et fait donc partie de l'équipe-type.
Lors de la Coupe des confédérations 2009, Essam El-Hadari est un des seuls expatriés de sa sélection retenu par Hassan Shehata. Après une défaite contre le Brésil (4-3), il réussit à garder sa cage inviolée contre les champions du monde en titre, l'Italie, grâce à plusieurs arrêts seul face aux attaquants italiens (1-0). D'après l'indice Castrol mit en place par la FIFA, il s'agit de la meilleure performance du tournoi pour un gardien. Lors du troisième match, l'Égypte s'incline 3-0 contre les États-Unis et est éliminée.
L'Égypte conserve à nouveau son titre continental en Angola en 2010 en battant le Ghana (1-0). Il est élu meilleur gardien du tournoi et les "Pharaons" gagnent le titre du fair-play. Les Pharaons remportent une troisième CAN de suite, exploit inégalé depuis la création de la compétition en 1957.

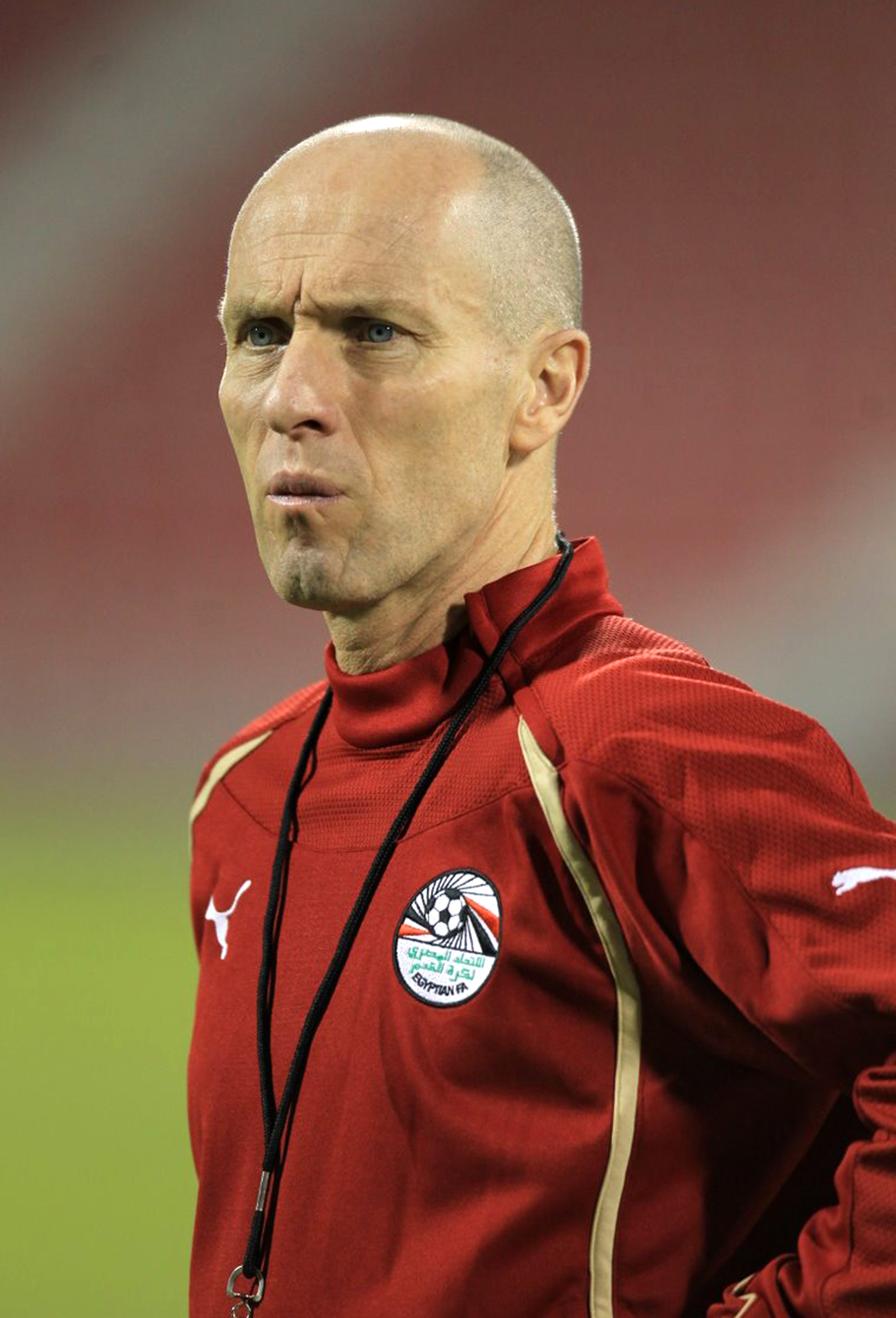
Bob Bradley écarte el-Hadari de la sélection en 2011.

Au début de 2011, la sélection égyptienne compte principalement des éléments des deux principaux clubs du pays, Al Ahly SC et le Zamalek. Essam El Hadary comptent encore parmi les quelques expatriés. En fin d'année, El-Hadari est peu à peu écarté au profit de gardiens plus jeunes à l’arrivée de Bob Bradley.
Le gardien Essam El Hadary a mis un terme à sa carrière internationale en 2013, après avoir été rétrogradé au rang de second choix en sélection.

#### Retour et records de longévité (2016-2018)

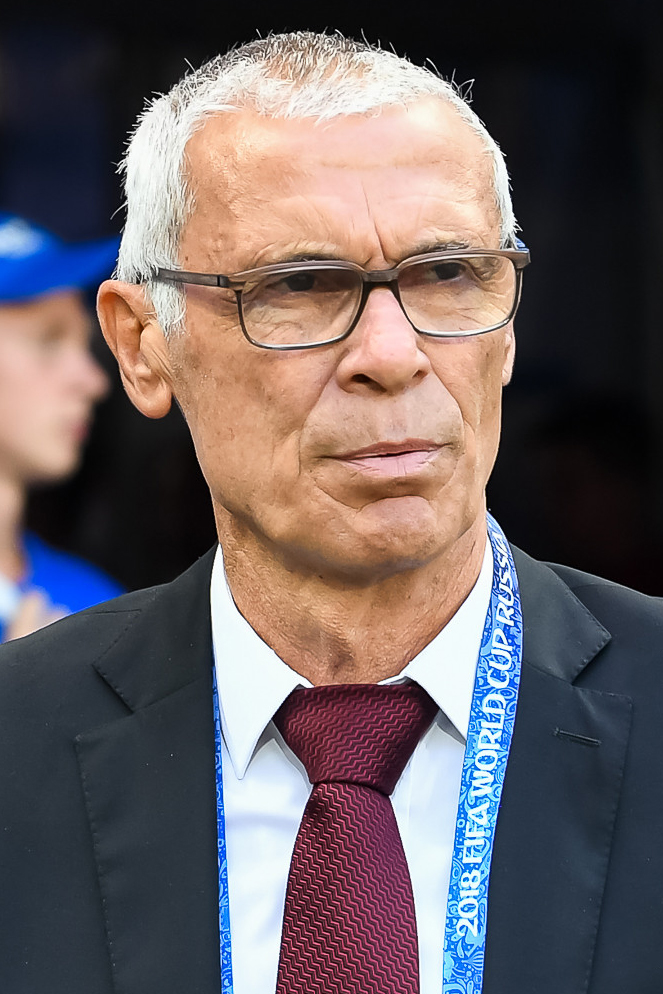
Héctor Cúper rappelle El-Hadari en sélection.

En juin 2016, en dépit d'une absence de plus deux ans, le sélectionneur argentin des Pharaons Hector Cuper le titularise contre la Tanzanie (2-0), et lui demande d'assurer le capitanat. Cette rencontre valide le ticket des Égyptiens pour la CAN 2017 au Gabon. Essam el-Hadary n'est pas titulaire lors du premier match contre le Mali (0-0), mais remplace rapidement le gardien n°1 blessé, El-Shennawy. À 44 ans et pour sa 148e sélection, il devient alors le joueur le plus âgé à participer à la CAN, battant le record de son compatriote Hossam Hassen (39 ans). Titulaire pour le reste de la compétition, il stoppe deux tirs-au-but en demi-finale contre le Burkina Faso (0-0 tab 4-3). Le gardien ne peut empêcher la défaite en finale contre le Cameroun (2-1).
Durant le troisième tour des qualifications pour le Mondial 2018, le portier dispute chaque match et ne concède que trois buts. Le 8 octobre 2017, lors d’une victoire contre le Congo (2-1), l’Égypte se qualifie pour sa première Coupe du monde depuis 1990, après vingt-huit ans d’absence. Le gardien déclare : « Cette Coupe du monde, je l’ai attendue vingt-cinq ans ».
Toute l’Égypte attend la titularisation du capitaine El-Hadari. Hector Cuper titularise finalement Mohamed El-Shennawy, à ne pas confondre avec son homonyme Ahmed El-Shenawy, titulaire pressenti forfait pour la compétition. El-Hadari prend part au troisième match de groupe contre l'Arabie saoudite, alors que les deux équipes sont déjà éliminées. À 45 ans et 161 jours, El-Hadari devient le joueur le plus âgé à participer à un Mondial, effaçant la marque détenue par le gardien colombien Faryd Mondragon (43 ans et trois jours) depuis 2014, mais ne peut empêcher la défaite malgré un penalty arrêté,. Il devient aussi le premier gardien africain à arrêter un penalty en Coupe du monde, tirs au but inclus.
Le 6 août 2018, le portier égyptien annonce sa retraite internationale.

## Style de jeu
Essam El-Hadari aime répéter qu'il est « né gardien de but ». Il explique sa longévité et ses performances par ses entraînements répétés et un sens du professionnalisme exacerbé,. « C’est quelqu’un qui va venir 1 heure 30 avant tout le monde à l’entraînement pour aller en salle faire des étirements et réaliser un gros travail personnalisé, raconte début 2017 Patrice Carteron son ancien entraîneur à Wadi Degla. (...) C’est le seul joueur que j’ai connu à avoir un appartement juste à côté du stade afin d’éviter de trop circuler, alors que sa femme et ses enfants habitent un peu plus loin dans une grande maison ».
Au-delà d’une hygiène de vie remarquable, El-Hadari reste un gardien talentueux, capable de gagner un match à lui seul. L’Égyptien aime principalement les duels sur penalty.

## Statistiques

### En club
Le nombre de buts mentionné est le total d'unités encaissés.
| Saison                | Club                      | Championnat           | Championnat | Championnat | Coupe(s) nationale(s) | Coupe(s) nationale(s) | Supercoupe | Supercoupe | Compétition(s) continentale(s) | Compétition(s) continentale(s) | Compétition(s) continentale(s) | Supercoupe de la CAF | Supercoupe de la CAF | Coupe du monde des clubs | Coupe du monde des clubs | Total | Total |
| Saison                | Club                      | Division              | M.          | B.          | M.                    | B.                    | M.         | B.         | Comp.                          | M.                             | B.                             | M.                   | B.                   | M.                       | B.                       | M.    | B.    |
| 1992-1993             | Dumyat FC                 | D2                    | 2           | -           | -                     | -                     | -          | -          | -                              | -                              | -                              | -                    | -                    | -                        | -                        | 2     | 0     |
| 1993-1994             | Dumyat FC                 | D2                    | 17          | -           | -                     | -                     | -          | -          | -                              | -                              | -                              | -                    | -                    | -                        | -                        | 17    | 0     |
| 1994-1995             | Dumyat FC                 | D2                    | 18          | -           | -                     | -                     | -          | -          | -                              | -                              | -                              | -                    | -                    | -                        | -                        | 18    | 0     |
| Sous-total            | Sous-total                | Sous-total            | 37          | -           | 0                     | 0                     | 0          | 0          | -                              | 0                              | 0                              | 0                    | 0                    | 0                        | 0                        | 37    | 0     |
| 1995-1996             | Al Ahly SC                | D1                    | 21          | -           | -                     | -                     | -          | -          | -                              | -                              | -                              | -                    | -                    | -                        | -                        | 21    | 0     |
| 1996-1997             | Al Ahly SC                | D1                    | 25          | -           | 1                     | -1                    | -          | -          | -                              | -                              | -                              | -                    | -                    | -                        | -                        | 26    | -1    |
| 1997-1998             | Al Ahly SC                | D1                    | 21          | -           | -                     | -                     | -          | -          | -                              | -                              | -                              | -                    | -                    | -                        | -                        | 21    | 0     |
| 1998-1999             | Al Ahly SC                | D1                    | 27          | -2          | -                     | -                     | -          | -          | -                              | -                              | -                              | -                    | -                    | -                        | -                        | 27    | -2    |
| 1999-2000             | Al Ahly SC                | D1                    | 22          | -7          | 3                     | -5                    | -          | -          | -                              | -                              | -                              | -                    | -                    | -                        | -                        | 25    | -12   |
| 2000-2001             | Al Ahly SC                | D1                    | 29          | -8          | 2                     | 0                     | -          | -          | -                              | -                              | -                              | -                    | -                    | -                        | -                        | 31    | -8    |
| 2001-2002             | Al Ahly SC                | D1                    | 21          | -15         | -                     | -                     | -          | -          | C1+C1                          | 6                              | -7                             | 1                    | -1                   | -                        | -                        | 28    | -23   |
| 2002-2003             | Al Ahly SC                | D1                    | 24          | -9          | 3                     | -1                    | -          | -          | C1+C1                          | 6                              | -4                             | -                    | -                    | -                        | -                        | 33    | -14   |
| 2003-2004             | Al Ahly SC                | D1                    | 25          | -12         | 1                     | 0                     | 1          | 0          | C1+C1                          | 3                              | -5                             | -                    | -                    | -                        | -                        | 30    | -17   |
| 2004-2005             | Al Ahly SC                | D1                    | 22          | -10         | 1                     | -1                    | -          | -          | C1+C1                          | 4                              | -2                             | -                    | -                    | -                        | -                        | 27    | -13   |
| 2005-2006             | Al Ahly SC                | D1                    | 26          | -4          | 4                     | -                     | 1          | 0          | C1+C1                          | 14                             | -4                             | 1                    | 0                    | -                        | -                        | 46    | -8    |
| 2006-2007             | Al Ahly SC                | D1                    | 27          | -13         | -                     | -                     | 1          | 0          | C1+C1                          | 15                             | -9                             | 1                    | 0                    | 2                        | -2                       | 46    | -24   |
| 2007-2008             | Al Ahly SC                | D1                    | 16          | -10         | 1                     | -1                    | -          | -          | C1+C1                          | 8                              | -6                             | -                    | -                    | -                        | -                        | 25    | -17   |
| Sous-total            | Sous-total                | Sous-total            | 306         | -90         | 16                    | -9                    | 3          | 0          | -                              | 56                             | -37                            | 3                    | -1                   | 2                        | -2                       | 386   | -139  |
| 2008                  | FC Sion                   | D1                    | 5           | -6          | -                     | -                     | -          | -          | -                              | -                              | -                              | -                    | -                    | -                        | -                        | 5     | -6    |
| 2008-2009             | FC Sion                   | D1                    | 27          | -46         | 5                     | -5                    | -          | -          | -                              | -                              | -                              | -                    | -                    | -                        | -                        | 32    | -51   |
| Sous-total            | Sous-total                | Sous-total            | 32          | -52         | 5                     | -5                    | 0          | 0          | -                              | 0                              | 0                              | 0                    | 0                    | 0                        | 0                        | 37    | -57   |
| 2009-2010             | Ismaily SC                | D1                    | 20          | -16         | 4                     | -3                    | -          | -          | C1                             | 3                              | -1                             | -                    | -                    | -                        | -                        | 27    | -20   |
| 2010-2011             | Zamalek SC                | D1                    | 4           | -7          | -                     | -                     | -          | -          | -                              | -                              | -                              | -                    | -                    | -                        | -                        | 4     | -7    |
| 2011                  | Al Merreikh Omdurman      | D1                    | 6           | -1          | -                     | -                     | -          | -          | C1                             | 2                              | -2                             | -                    | -                    | -                        | -                        | 8     | -3    |
| 2012                  | Ittihad Alexandrie (prêt) | D1                    | 1           | -1          | -                     | -                     | -          | -          | -                              | -                              | -                              | -                    | -                    | -                        | -                        | 1     | -1    |
| 2012                  | Al Merreikh Omdurman      | D1                    | -           | -           | -                     | -                     | -          | -          | C1+C2                          | 8                              | -5                             | -                    | -                    | -                        | -                        | 8     | -5    |
| 2013                  | Al Merreikh Omdurman      | D1                    | 1           | -           | -                     | -                     | -          | -          | -                              | -                              | -                              | -                    | -                    | -                        | -                        | 1     | 0     |
| Sous-total            | Sous-total                | Sous-total            | 7           | -1          | 0                     | 0                     | 0          | 0          | -                              | 10                             | -7                             | 0                    | 0                    | 0                        | 0                        | 17    | -8    |
| 2014                  | Wadi Degla                | D1                    | 14          | -17         | 4                     | -3                    | -          | -          | C2                             | 4                              | -3                             | -                    | -                    | -                        | -                        | 22    | -23   |
| 2014-2015             | Ismaily SC                | D1                    | 38          | -32         | 2                     | 0                     | -          | -          | -                              | -                              | -                              | -                    | -                    | -                        | -                        | 40    | -32   |
| 2015-2016             | Wadi Degla                | D1                    | 32          | -28         | -                     | -                     | -          | -          | -                              | -                              | -                              | -                    | -                    | -                        | -                        | 32    | -28   |
| 2016-2017             | Wadi Degla                | D1                    | 25          | -28         | -                     | -                     | -          | -          | -                              | -                              | -                              | -                    | -                    | -                        | -                        | 25    | -28   |
| Sous-total            | Sous-total                | Sous-total            | 57          | -56         | 0                     | 0                     | 0          | 0          | -                              | 0                              | 0                              | 0                    | 0                    | 0                        | 0                        | 57    | -56   |
| 2017-2018             | Al-Taawoun                | D1                    | 25          | -33         | 2                     | -3                    | -          | -          | -                              | -                              | -                              | -                    | -                    | -                        | -                        | 27    | -36   |
| Total sur la carrière | Total sur la carrière     | Total sur la carrière | 541         | -305        | 33                    | -23                   | 3          | 0          | -                              | 73                             | -48                            | 3                    | -1                   | 2                        | -2                       | 655   | -379  |

### En équipe nationale
| Compétitions                | Matchs |
| --------------------------- | ------ |
| Match amical                | 75     |
| Coupe d'Afrique des nations | 28     |
| Qualif. Mondial             | 27     |
| Qualif. Coupe d'Afrique     | 18     |
| Coupe des confédérations    | 6      |
| Jeux panarabes              | 2      |
| Total                       | 156    |

Essam el-Hadari débute en équipe d'Égypte en 25 mars 1996 lors d'un match amical à Dubaï contre l'équipe de Corée du Sud (1-1). Il connaît sa première victoire deux mois plus tard, lors de sa seconde cape, contre le Ghana (2-0), que plusieurs sources désignent comme sa première sélection,. Son premier revers, el-Hadari le connaît pour son premier match officiel lors de sa troisième cape en 1997. Son équipe s'incline 1-0 contre le Liberia en qualifications pour le Mondial 1998. Deux rencontres jouées contre l'équipe B de la Roumanie (5 décembre 1996, 3-1) et l'équipe U23 des Émirats arabes unis (13 novembre 2007, 3-0) ne sont pas considérés comme des matches internationaux. Essam el-Hadari est le troisième joueur le plus capé de la sélection égyptienne.
Sur ses 156 premières sélections, il connaît 81 victoires, soit 52% de succès, pour 39 matchs nuls et 36 défaites. Près de la moitié des matchs disputés sont des rencontres amicales.
el-Hadari connaît sa plus large victoire en amical contre le Qatar en mars 2003 (6-0). Sa plus importante défaite est concédée le mois suivant contre la France (0-5).
| Détails des sélections d'el-Hadari | Détails des sélections d'el-Hadari | Détails des sélections d'el-Hadari | Détails des sélections d'el-Hadari | Détails des sélections d'el-Hadari | Détails des sélections d'el-Hadari | Détails des sélections d'el-Hadari |
| #                                  | Date                               | Lieu                               | Adversaire                         | Score                              | Compétition                        | Note                               |
| ---------------------------------- | ---------------------------------- | ---------------------------------- | ---------------------------------- | ---------------------------------- | ---------------------------------- | ---------------------------------- |
| 1                                  | 25 mars 1996                       | Dubaï                              | Corée du Sud                       | 1-1                                | A                                  |                                    |
| 2                                  | 26 mai 1996                        | Accra                              | Ghana                              | 2-0                                | A                                  |                                    |
| 3                                  | 6 avril 1997                       | Accra                              | Liberia                            | 0-1                                | Qualif. Mondial 1998               |                                    |
| 4                                  | 26 avril 1997                      | Windhoek                           | Namibie                            | 3-2                                | Qualif. Mondial 1998               |                                    |
| 5                                  | 12 juin 1997                       | Séoul                              | Corée du Sud                       | 1-3                                | A                                  |                                    |
| 6                                  | 16 juin 1997                       | Séoul                              | Ghana                              | 2-0                                | A                                  |                                    |
| 7                                  | 21 juin 1997                       | Rabat                              | Maroc                              | 0-1                                | Qualif. CAN 1998                   |                                    |
| 8                                  | 13 juillet 1997                    | Le Caire                           | Sénégal                            | 2-0                                | Qualif. CAN 1998                   |                                    |
| 9                                  | 3 décembre 1997                    | Le Caire                           | Ghana                              | 3-2                                | A                                  |                                    |
| 10                                 | 20 décembre 1997                   | Aswan                              | Algérie                            | 1-2                                | A                                  |                                    |
| 11                                 | 24 décembre 1997                   | Le Caire                           | Algérie                            | 1-2                                | A                                  |                                    |
| 12                                 | 27 janvier 1998                    | Bangkok                            | Corée du Sud                       | 0-2                                | A                                  |                                    |
| 13                                 | 16 septembre 1998                  | Le Caire                           | Côte d'Ivoire                      | 0-0                                | A                                  |                                    |
| 14                                 | 23 septembre 1998                  | Tallinn                            | Estonie                            | 2-2                                | A                                  |                                    |
| 15                                 | 29 septembre 1998                  | Kumanovo                           | Macédoine du Nord                  | 2-2                                | A                                  |                                    |
| 16                                 | 15 juin 1999                       | Séoul                              | Corée du Sud                       | 0-0                                | A                                  |                                    |
| 17                                 | 29 juin 1999                       | Harare                             | Zimbabwe                           | 1-1                                | A                                  |                                    |
| 18                                 | 15 juillet 1999                    | Guadalajara                        | Nouvelle-Zélande                   | 1-0                                | A                                  |                                    |
| 19                                 | 25 juillet 1999                    | México                             | Bolivie                            | 2-2                                | Coupe des confédérations 1999      |                                    |
| 20                                 | 27 juillet 1999                    | México                             | Mexique                            | 2-2                                | Coupe des confédérations 1999      |                                    |
| 21                                 | 29 juillet 1999                    | México                             | Arabie saoudite                    | 1-5                                | Coupe des confédérations 1999      |                                    |
| 22                                 | 6 janvier 2000                     | Aswan                              | Gabon                              | 4-0                                | A                                  |                                    |
| 23                                 | 19 janvier 2000                    | Lomé                               | Togo                               | 0-1                                | A                                  |                                    |
| 24                                 | 24 avril 2000                      | Alexandrie                         | Mauritanie                         | 4-2                                | Qualif. Mondial 2002               |                                    |
| 25                                 | 6 janvier 2001                     | Le Caire                           | Émirats arabes unis                | 2-1                                | A                                  |                                    |
| 26                                 | 16 janvier 2001                    | Tehran                             | Chine                              | 0-0 tab 3-2                        | A                                  |                                    |
| 27                                 | 23 janvier 2001                    | Ismailia                           | Corée du Nord                      | 1-0                                | A                                  |                                    |
| 28                                 | 19 mars 2001                       | Le Caire                           | Estonie                            | 3-3                                | A                                  |                                    |
| 29                                 | 23 mars 2001                       | Benghazi                           | Libye                              | 0-2                                | Qualif. CAN 2002                   |                                    |
| 30                                 | 30 décembre 2001                   | Doha                               | Qatar                              | 2-2                                | A                                  |                                    |
| 31                                 | 4 janvier 2002                     | Le Caire                           | Ghana                              | 2-0                                | A                                  |                                    |
| 32                                 | 11 janvier 2002                    | Le Caire                           | Burkina Faso                       | 2-2                                | A                                  |                                    |
| 33                                 | 20 janvier 2002                    | Bamako                             | Sénégal                            | 0-1                                | CAN 2002                           |                                    |
| 34                                 | 25 janvier 2002                    | Bamako                             | Tunisie                            | 1-0                                | CAN 2002                           |                                    |
| 35                                 | 30 janvier 2002                    | Bamako                             | Zambie                             | 2-1                                | CAN 2002                           |                                    |
| 36                                 | 4 février 2002                     | Sikasso                            | Cameroun                           | 0-1                                | CAN 2002                           |                                    |
| 37                                 | 8 août 2002                        | Alexandrie                         | Éthiopie                           | 4-1                                | A                                  |                                    |
| 38                                 | 20 août 2002                       | Alexandrie                         | Ouganda                            | 2-0                                | A                                  |                                    |
| 39                                 | 23 août 2002                       | Le Caire                           | Soudan                             | 3-0                                | A                                  |                                    |
| 40                                 | 27 août 2002                       | Alexandrie                         | Libye                              | 0-1                                | A                                  |                                    |
| 41                                 | 8 septembre 2002                   | Antananarivo                       | Madagascar                         | 0-1                                | Qualif. CAN 2004                   |                                    |
| 42                                 | 25 novembre 2002                   | Lagos                              | Nigeria                            | 1-1                                | A                                  |                                    |
| 43                                 | 16 décembre 2002                   | Abu Dhabi                          | Émirats arabes unis                | 2-1                                | A                                  |                                    |
| 44                                 | 22 décembre 2002                   | Le Caire                           | Ghana                              | 0-0                                | A                                  |                                    |
| 45                                 | 19 mars 2003                       | Port Said                          | Qatar                              | 6-0                                | A                                  |                                    |
| 46                                 | 29 mars 2003                       | Port Louis                         | Mauritanie                         | 1-0                                | Qualif. CAN 2004                   |                                    |
| 47                                 | 30 avril 2003                      | Saint-Denis                        | France                             | 0-5                                | A                                  |                                    |
| 48                                 | 31 mars 2004                       | Le Caire                           | Trinité-et-Tobago                  | 2-1                                | A                                  |                                    |
| 49                                 | 24 mai 2004                        | Le Caire                           | Zimbabwe                           | 2-0                                | A                                  |                                    |
| 50                                 | 29 mai 2004                        | Le Caire                           | Gabon                              | 2-0                                | A                                  |                                    |
| 51                                 | 6 juin 2004                        | Omdurman                           | Soudan                             | 3-0                                | Qualif. Mondial 2006               |                                    |
| 52                                 | 20 juin 2004                       | Alexandrie                         | Côte d'Ivoire                      | 1-2                                | Qualif. Mondial 2006               |                                    |
| 53                                 | 4 juillet 2004                     | Cotonou                            | Bénin                              | 3-3                                | Qualif. Mondial 2006               |                                    |
| 54                                 | 31 juillet 2005                    | Genève                             | Émirats arabes unis                | 0-0 tab 5-4                        | A                                  |                                    |
| 55                                 | 17 août 2005                       | Ponta Delgada                      | Portugal                           | 0-2                                | A                                  |                                    |
| 56                                 | 8 octobre 2005                     | Yaoundé                            | Cameroun                           | 1-1                                | Qualif. Mondial 2006               |                                    |
| 57                                 | 16 novembre 2005                   | Le Caire                           | Tunisie                            | 1-2                                | A                                  |                                    |
| 58                                 | 27 décembre 2005                   | Le Caire                           | Ouganda                            | 2-0                                | A                                  |                                    |
| 59                                 | 5 janvier 2006                     | Alexandrie                         | Zimbabwe                           | 2-0                                | A                                  |                                    |
| 60                                 | 14 janvier 2006                    | Le Caire                           | Afrique du Sud                     | 1-2                                | A                                  |                                    |
| 61                                 | 20 janvier 2006                    | Le Caire                           | Libye                              | 3-0                                | CAN 2006                           |                                    |
| 62                                 | 24 janvier 2006                    | Le Caire                           | Maroc                              | 0-0                                | CAN 2006                           |                                    |
| 63                                 | 28 janvier 2006                    | Le Caire                           | Côte d'Ivoire                      | 3-1                                | CAN 2006                           |                                    |
| 64                                 | 3 février 2006                     | Le Caire                           | RD Congo                           | 4-1                                | CAN 2006                           |                                    |
| 65                                 | 7 février 2006                     | Le Caire                           | Sénégal                            | 2-1                                | CAN 2006                           |                                    |
| 66                                 | 10 février 2006                    | Le Caire                           | Côte d'Ivoire                      | 0-0 tab 4-2                        | CAN 2006                           |                                    |
| 67                                 | 3 juin 2006                        | Elche                              | Espagne                            | 0-2                                | A                                  |                                    |
| 68                                 | 2 septembre 2006                   | Le Caire                           | Burundi                            | 4-1                                | Qualif. CAN 2008                   |                                    |
| 69                                 | 15 novembre 2006                   | Brentford                          | Afrique du Sud                     | 1-0                                | A                                  |                                    |
| 70                                 | 7 février 2007                     | Le Caire                           | Suède                              | 2-0                                | A                                  |                                    |
| 71                                 | 25 mars 2007                       | Le Caire                           | Mauritanie                         | 3-0                                | Qualif. CAN 2008                   |                                    |
| 72                                 | 3 juin 2007                        | Nouakchott                         | Mauritanie                         | 1-1                                | Qualif. CAN 2008                   |                                    |
| 73                                 | 12 juin 2007                       | Koweit                             | Koweït                             | 1-1                                | A                                  |                                    |
| 74                                 | 22 août 2007                       | Paris                              | Côte d'Ivoire                      | 0-0                                | A                                  |                                    |
| 75                                 | 9 septembre 2007                   | Bujumbura                          | Burundi                            | 0-0                                | Qualif. CAN 2008                   |                                    |
| 76                                 | 13 octobre 2007                    | Le Caire                           | Botswana                           | 1-0                                | Qualif. CAN 2008                   |                                    |
| 77                                 | 21 novembre 2007                   | Port Said                          | Libye                              | 0-0                                | Jeux panarabes de 2007             |                                    |
| 78                                 | 25 novembre 2007                   | Le Caire                           | Arabie saoudite                    | 2-1                                | Jeux panarabes de 2007             |                                    |
| 79                                 | 5 janvier 2008                     | Le Caire                           | Namibie                            | 3-0                                | A                                  |                                    |
| 80                                 | 10 janvier 2008                    | Abu Dhabi                          | Mali                               | 1-0                                | A                                  |                                    |
| 81                                 | 13 janvier 2008                    | Alverca Ribat.                     | Angola                             | 3-3                                | A                                  |                                    |
| 82                                 | 22 janvier 2008                    | Kumasi                             | Cameroun                           | 4-2                                | CAN 2008                           |                                    |
| 83                                 | 26 janvier 2008                    | Kumasi                             | Soudan                             | 3-0                                | CAN 2008                           |                                    |
| 84                                 | 30 janvier 2008                    | Kumasi                             | Zambie                             | 1-1                                | CAN 2008                           |                                    |
| 85                                 | 4 février 2008                     | Kumasi                             | Angola                             | 2-1                                | CAN 2008                           |                                    |
| 86                                 | 7 février 2008                     | Kumasi                             | Côte d'Ivoire                      | 4-1                                | CAN 2008                           |                                    |
| 87                                 | 10 février 2008                    | Accra                              | Cameroun                           | 1-0                                | CAN 2008                           |                                    |
| 88                                 | 26 mars 2008                       | Le Caire                           | Argentine                          | 0-2                                | A                                  |                                    |
| 89                                 | 1er juin 2008                      | Le Caire                           | RD Congo                           | 2-1                                | Qualif. Mondial 2010               |                                    |
| 90                                 | 7 juin 2008                        | Djibouti                           | Djibouti                           | 4-0                                | Qualif. Mondial 2010               |                                    |
| 91                                 | 14 juin 2008                       | Blantyre                           | Malawi                             | 0-1                                | Qualif. Mondial 2010               |                                    |
| 92                                 | 22 juin 2008                       | Le Caire                           | Malawi                             | 2-0                                | Qualif. Mondial 2010               |                                    |
| 93                                 | 20 août 2008                       | Khartoum                           | Soudan                             | 0-4                                | A                                  |                                    |
| 94                                 | 7 septembre 2008                   | Kinshasa                           | RD Congo                           | 1-0                                | Qualif. Mondial 2010               |                                    |
| 95                                 | 12 octobre 2008                    | Le Caire                           | Djibouti                           | 4-0                                | Qualif. Mondial 2010               |                                    |
| 96                                 | 19 novembre 2008                   | Le Caire                           | Bénin                              | 5-1                                | A                                  |                                    |
| 97                                 | 11 février 2009                    | Le Caire                           | Ghana                              | 2-2                                | A                                  |                                    |
| 98                                 | 29 mars 2009                       | Le Caire                           | Zambie                             | 1-1                                | Qualif. Mondial 2010               |                                    |
| 99                                 | 30 mai 2009                        | Muscat                             | Oman                               | 1-0                                | A                                  |                                    |
| 100                                | 7 juin 2009                        | Blida                              | Algérie                            | 1-3                                | Qualif. Mondial 2010               |                                    |
| 101                                | 15 juin 2009                       | Bloemfontein                       | Brésil                             | 3-4                                | Coupe des confédérations 2009      |                                    |
| 102                                | 18 juin 2009                       | Bloemfontein                       | Italie                             | 1-0                                | Coupe des confédérations 2009      |                                    |
| 103                                | 21 juin 2009                       | Rustenburg                         | États-Unis                         | 0-3                                | Coupe des confédérations 2009      |                                    |
| 104                                | 5 juillet 2009                     | Le Caire                           | Rwanda                             | 3-0                                | Qualif. Mondial 2010               |                                    |
| 105                                | 12 août 2009                       | Le Caire                           | Guinée                             | 3-3                                | A                                  |                                    |
| 106                                | 5 septembre 2009                   | Kigali                             | Rwanda                             | 1-0                                | Qualif. Mondial 2010               |                                    |
| 107                                | 2 octobre 2009                     | Le Caire                           | Mauritanie                         | 4-0                                | A                                  |                                    |
| 108                                | 10 octobre 2009                    | Chililabombwe                      | Zambie                             | 1-0                                | Qualif. Mondial 2010               |                                    |
| 109                                | 5 novembre 2009                    | Aswan                              | Tanzanie                           | 5-1                                | A                                  |                                    |
| 110                                | 14 novembre 2009                   | Le Caire                           | Algérie                            | 2-0                                | Qualif. Mondial 2010               |                                    |
| 111                                | 18 novembre 2009                   | Omdurman                           | Algérie                            | 0-1                                | Qualif. Mondial 2010               |                                    |
| 112                                | 29 décembre 2009                   | Le Caire                           | Malawi                             | 1-1                                | A                                  |                                    |
| 113                                | 4 janvier 2010                     | Dubaï                              | Mali                               | 1-0                                | A                                  |                                    |
| 114                                | 12 janvier 2010                    | Benguela                           | Nigeria                            | 3-1                                | CAN 2010                           |                                    |
| 115                                | 16 janvier 2010                    | Benguela                           | Mozambique                         | 2-0                                | CAN 2010                           |                                    |
| 116                                | 20 janvier 2010                    | Benguela                           | Bénin                              | 2-0                                | CAN 2010                           |                                    |
| 117                                | 25 janvier 2010                    | Benguela                           | Cameroun                           | 3-1                                | CAN 2010                           |                                    |
| 118                                | 28 janvier 2010                    | Benguela                           | Algérie                            | 4-0                                | CAN 2010                           |                                    |
| 119                                | 31 janvier 2010                    | Luanda                             | Ghana                              | 1-0                                | CAN 2010                           |                                    |
| 120                                | 3 mars 2010                        | London                             | Angleterre                         | 1-3                                | A                                  |                                    |
| 121                                | 11 août 2010                       | Le Caire                           | RD Congo                           | 6-3                                | A                                  |                                    |
| 122                                | 4 septembre 2010                   | Le Caire                           | Sierra Leone                       | 1-1                                | Qualif. CAN 2012                   |                                    |
| 123                                | 10 octobre 2010                    | Niamey                             | Niger                              | 0-1                                | Qualif. CAN 2012                   |                                    |
| 124                                | 26 mars 2011                       | Johannesburg                       | Afrique du Sud                     | 0-1                                | Qualif. CAN 2012                   |                                    |
| 125                                | 5 juin 2011                        | Le Caire                           | Afrique du Sud                     | 0-0                                | Qualif. CAN 2012                   |                                    |
| ...                                |                                    |                                    |                                    |                                    |                                    |                                    |
| 126                                | 27 février 2012                    | Doha                               | Kenya                              | 5-0                                | A                                  |                                    |
| 127                                | 2 mars 2012                        | Doha                               | RD Congo                           | 0-0                                | A                                  |                                    |
| 128                                | 29 mars 2012                       | Khartoum                           | Ouganda                            | 2-1                                | A                                  |                                    |
| 129                                | 17 avril 2012                      | Dubaï                              | Irak                               | 0-0                                | A                                  |                                    |
| 130                                | 11 mai 2012                        | Tripoli                            | Liban                              | 4-1                                | A                                  |                                    |
| 131                                | 22 mai 2012                        | Khartoum                           | Togo                               | 3-0                                | A                                  |                                    |
| 132                                | 1er juin 2012                      | Le Caire                           | Mozambique                         | 2-0                                | Qualif. Mondial 2014               |                                    |
| 133                                | 10 juin 2012                       | Conakry                            | Guinée                             | 3-2                                | Qualif. Mondial 2014               |                                    |
| 134                                | 15 juin 2012                       | Alexandrie                         | Centrafrique                       | 2-3                                | Qualif. CAN 2013                   |                                    |
| 135                                | 30 juin 2012                       | Bangui                             | Centrafrique                       | 1-1                                | Qualif. CAN 2013                   |                                    |
| 136                                | 15 août 2012                       | Salalah                            | Oman                               | 1-1                                | A                                  |                                    |
| 137                                | 16 octobre 2012                    | Abu Dhabi                          | Tunisie                            | 0-1                                | A                                  |                                    |
| 138                                | 28 décembre 2012                   | Doha                               | Qatar                              | 2-0                                | A                                  |                                    |
| 139                                | 14 janvier 2013                    | Abu Dhabi                          | Côte d'Ivoire                      | 2-4                                | A                                  |                                    |
| 140                                | 5 mars 2014                        | Innsbruck                          | Bosnie-Herzégovine                 | 2-0                                | A                                  |                                    |
| 141                                | 30 mai 2014                        | Santiago                           | Chili                              | 2-3                                | A                                  |                                    |
| 142                                | 30 août 2014                       | Aswan                              | Kenya                              | 1-0                                | A                                  |                                    |
| 143                                | 19 novembre 2014                   | Monastir                           | Tunisie                            | 1-2                                | Qualif. CAN 2015                   |                                    |
| ...                                |                                    |                                    |                                    |                                    |                                    |                                    |
| 144                                | 4 juin 2016                        | Dar-es-Salaam                      | Tanzanie                           | 2-0                                | Qualif. CAN 2017                   | Capitaine                          |
| 145                                | 29 août 2016                       | Borg El Arab                       | Guinée                             | 1-1                                | A                                  |                                    |
| 146                                | 9 octobre 2016                     | Brazzaville                        | RD Congo                           | 2-1                                | Qualif. Mondial 2018               |                                    |
| 147                                | 13 novembre 2016                   | Borg El Arab                       | Ghana                              | 2-0                                | Qualif. Mondial 2018               |                                    |
| 148                                | 17 janvier 2017                    | Port-Gentil                        | Mali                               | 0-0                                | CAN 2017                           |                                    |
| 149                                | 21 janvier 2017                    | Port-Gentil                        | Ouganda                            | 1-0                                | CAN 2017                           |                                    |
| 150                                | 25 janvier 2017                    | Port-Gentil                        | Ghana                              | 1-0                                | CAN 2017                           |                                    |
| 151                                | 29 janvier 2017                    | Port-Gentil                        | Maroc                              | 1-0                                | CAN 2017                           |                                    |
| 152                                | 1er février 2017                   | Libreville                         | Burkina Faso                       | 1-1 tab 5-4                        | CAN 2017                           |                                    |
| 153                                | 5 février 2017                     | Libreville                         | Cameroun                           | 1-2                                | CAN 2017                           |                                    |
| 154                                | 31 août 2017                       | Kampala                            | Ouganda                            | 0-1                                | Qualif. Mondial 2018               |                                    |
| 155                                | 5 septembre 2017                   | Alexandrie                         | Ouganda                            | 1-0                                | Qualif. Mondial 2018               |                                    |
| 156                                | 7 octobre 2017                     | Alexandrie                         | Congo                              | 2-1                                | Qualif. Mondial 2018               |                                    |
| 157                                |                                    |                                    |                                    |                                    |                                    |                                    |
| 158                                |                                    |                                    |                                    |                                    |                                    |                                    |
| 159                                |                                    |                                    |                                    |                                    |                                    |                                    |
| 160                                | 25 juin 2018                       | Volgograd                          | Arabie saoudite                    | 1-2                                | Coupe du monde 2018                | Capitaine                          |

## Palmarès
Durant sa carrière, Essam el-Hadari remporte 37 trophées en clubs et en sélection.
Avec l'équipe d'Égypte, Essam el-Hadari remporte à quatre reprises la Coupe d'Afrique des Nations (1998, 2006, 2008 et 2010), étant désigné à chaque fois meilleur gardien de la compétition. Il doit attendre 2018 pour disputer sa première Coupe du monde. Il participe également aux deux Coupes des confédérations de la FIFA pour lesquelles les Pharaons se sont qualifiés, soit Mexique 1999 et Afrique du Sud 2009. Il remporte les Jeux africains et les Jeux arabes.
En club, le portier étoffe d'abord son palmarès en rejoignant Al Ahly. Il décroche huit championnats, quatre Coupes et quatre Supercoupes d'Égypte, mais aussi quatre Ligues des champions de la CAF et trois Supercoupes d'Afrique, sans oublier deux Supercoupes arabes. Avec le géant cairote, il dispute deux Coupes du Monde des Clubs de la FIFA, terminant troisième en 2006. El Hadary a tenté sa chance en Europe avec le FC Sion, où il a décroché la Coupe de Suisse. Avec le club soudanais d'Al Merreikh, il a remporté le championnat et la Coupe.
Essam el-Hadari est élu trois fois de suite meilleur gardien de la Coupe d'Afrique des Nations (2006, 2008, 2010),.
| En sélection                                                                                  | International en club | National en club |
| --------------------------------------------------------------------------------------------- | --- | --- |
| - Coupe d'Afrique des Nations (4) : - Vainqueur : 1998, 2006, 2008, 2010. - Finaliste : 2017. | - Coupe du monde des clubs de la FIFA - 3e place : 2006 avec Al Ahly - Ligue des champions de la CAF (3) - Vainqueur : 2001, 2005 et 2006 avec Al Ahly - Finaliste : 2007 avec Al Ahly - Supercoupe de la CAF (3) - Vainqueur : 2002, 2006, 2007 avec Al Ahly | - Championnat d'Égypte (7) - Champion : 1997, 1998, 1999, 2000, 2005, 2006, 2007 avec Al Ahly - Vice-champion : 2001, 2002, 2003 et 2004 avec Al Ahly - Coupe d'Égypte (4) - Vainqueur : 2001, 2003, 2006 et 2007 avec Al Ahly - Finaliste : 1997 et 2004 avec Al Ahly - Supercoupe d'Égypte (3) - Vainqueur : 2003, 2005 et 2006 avec Al Ahly - Coupe de Suisse (1) - Vainqueur : 2009 avec Sion - Championnat du Soudan (2) - Champion : 2011, 2013 avec Al Merreikh - Coupe du Soudan (2) - Vainqueur : 2012, 2013 avec Al Merreikh |

## Vie privée
Essam el-Hadari est père de cinq enfants. Une fois à la retraite, il ne compte pas rester dans le football : « quand j’arrêterai, j’ai envie d’être loin de tout ça pour m’occuper de ma famille car, durant toute ma carrière, j’ai fait ma vie loin d’eux. (...) Je le reconnais : je ne voulais pas que ma famille et mes enfants m’éloignent du football ».
El-Hadari crée une académie de football à Damiette, qui forment des joueurs dans le but de devenir professionnel. Il en dit : « je ne touche rien là-dessus. J’essaye juste de faire du bien autour de moi ».
El-Hadari est musulman pratiquant. Il dit d'ailleurs de son académie : « je fais cela car c’est ma manière de rendre ce que Dieu m’a donné. J’ai appris la prière pour le remercier dans les bons comme dans les mauvais moments. Quand j’étais en Égypte, j’allais à La Mecque très souvent. (...) Je suis croyant, mais je ne me considère pas comme quelqu’un de religieux ».